# Nonette de Gerhard
Pour les articles homonymes, voir Nonette.
Nonette est une œuvre de musique de chambre pour flûte, hautbois, clarinette, basson, cor, trompette, trombone, tuba et accordéon de Roberto Gerhard, composée en 1956-1957.

## Structure
Le nonette est en quatre mouvements :
1. Introduction - Allegro moderato, « dans le caractère d'une ouverture à la française[1] » ;
2. Allegro, qui fait office de scherzo[1] ;
3. Andante, traité à la façon d'un choral contrapuntique[1] ;
4. Allegro assai, con slancio, sorte de gigue « au caractère ibérique marqué[1] ».